# Històries (Tàcit)
Les Històries (en llatí: Historiae) són una obra de Tàcit en la qual descriu la història de l'any dels quatre emperadors, començant amb el segon consolat de Galba i que acaba, segons la introducció, amb l'assassinat del Domicià i quan Nerva va ser proclamat emperador. L'obra només s'ha conservat de manera parcial; tan sols en sobreviuen els primers quatre llibres i una part del cinquè, fins al moment que Juli Civilis es rendeix a Quint Petil·li Cerial. Tàcit ofereix una vista general bastant completa sobre els fets durant l'any dels quatre emperadors i la revolta dels Bataus i per aquesta raó és una de les fonts més importants per aquest període.
Les Històries segueixen els Annals de manera més o menys cronològica. Tàcit ha contradit a la seva introducció que les Històries i els Annals són una unitat. Pels fets que diu Tàcit a la introducció (parla de la deïficació de Nerva, de la qual cosa es pot extrapolar que ja havia mort, i del seu successor), l'obra es pot situar al principi del govern de Trajà. Igual que en la Vida de Juli Agrícola, en la qual no amaga el seu afecte pel subjecte de l'obra, Tàcit també mostra la seva apreciació per Trajà i Nerva a la introducció i diu:
| « | […] rara temporum felicitate ubi sentire quae velis et quae sentias dicere licet. | […] extraordinaris temps, i feliços, en què pots sentir com et plagui i expressar el que sents. | » |
| — |                                                                                   |                                                                                                 |   |